# АИК Футбол
АИК Футбол (на шведски: AIK Fotboll, съкращение от Allmänna Idrottsklubben, Алмена Идротсклубен, кратка форма АИК, старо име АИК Солна, на шведски абревиатурата се произнася а-и-ко) е шведски футболен отбор от град Солна. Състезава се в най-високото ниво на шведския футбол групата Алсвенскан. Клубът е основан през 1891 г. в Стокхолм. Шампион за 2009 г. Към 2016 г. АИК са трети във вечната ранглиста на Алсвенскан. Клубът държи рекорда за най-много сезони в най-високото ниво на шведския клубен футбол. Отборът на АИК участва и в групите на УЕФА Шампионска лига през сезон 1999/00.

## Успехи

### Национални
- Алсвенскан: (1 ниво)
  -  Шампион (13):: 1900, 1901, 1911, 1914, 1916, 1923, 1931/32, 1936/37, 1983, 1992, 1998, 2009, 2018
  -  Второ място (14): 1930/31, 1934/35, 1935/36, 1938/39, 1946/47, 1972, 1974, 1984, 1999, 2006, 2011, 2013, 2016, 2017
  -  Трето място (16): 1912/13, 1916/17, 1922/23, 1940/41, 1943/44, 1947/48, 1954/55, 1963, 1965, 1986, 1993, 2000, 2001, 2014, 2015, 2024
- Суперетан: (2 ниво)
  -  Шампион (1):: 2005
- Купа на Швеция:
  -  Носител (8): 1949, 1950, 1975/76, 1984/85, 1995/96, 1996/97, 1998/99, 2009
  -  Финалист (8): 1943, 1947, 1968/69, 1991, 1994/95, 1999/00, 2000/01, 2002
- Суперкупа на Швеция:
  -  Носител (1): 2010
  -  Финалист (1): 2012
- Купа на предизвикателството Викандер:
  -  Носител (4): 1908, 1909, 1914, 1916
  -  Финалист (3): 1905, 1906, 1915
- Svenska Fotbollspokalen:
  -  Финалист (2): 1899, 1900

### Международни
- Купа Карло Рапан:
  -  Носител (1): 1984, 1985, 1987, 1994
- Коринтиан Боул:
  -  Носител (2): 1912, 1913

## Любопитни факти
- АИК се е изправял веднъж срещу българския Левски (София). Двубоите са от плей-оффния кръг за влизане в групите на Лига Европа. Двубоят в Швеция завърша 0:0. В България шведите повеждат с 1:0, но Левски сътворява обрат и в крайна сметка побеждава с 2:1.

## Европейски турнири
Участвал е в турнирите за Шампионската лига и купата на УЕФА.